# 米爾扎·季亞斯·貝格
米爾扎·季亞斯·貝格（波斯語：مرزا غياث بيگ），是蒙兀兒帝國歷史上一名地位顯赫的官員，其出生於德黑蘭的一個貴族和詩人世家，當季亞斯的父親於1576年去世後，家道開始中落，為生活所困的季亞斯帶著懷孕的妻子艾詩瑪特·貝居姆，以及三個孩子長途跋涉前往印度，冀望能謀求新的機會，在那裡他有幸榮獲蒙兀兒皇帝阿克巴接見，被皇帝招募進他的宮廷任職，此後的季亞斯官運通亨，逐步被提拔至喀布爾行省的財務主管。
在阿克巴的兒子兼繼承人賈漢吉爾統治期間，季亞斯的財富進一步增加，賈漢吉爾在1611年娶了他的女兒努爾·賈漢為妻後，任命岳父季亞斯擔任大維齊爾，到了1615年，季亞斯的仕途更是節節高升，被授予統帥六千名士兵的地位，並獲贈一面旗幟和一副鼓，這種榮譽通常只有蒙兀兒帝國的皇子才能享有。

## 家庭背景
季亞斯約於1544年誕生於德黑兰，他是赫瓦傑·穆罕默德·謝里夫最小的兒子，赫瓦傑·穆罕默德·謝里夫是一位詩人，同時他也在薩法維帝國呼羅珊行省總督穆罕默德汗·特克魯（Mohammad Khan Tekkelu）及其子塔塔爾·蘇丹（Tatar Soltan）手下擔任維齊爾。赫瓦傑·穆罕默德·謝里夫後來轉至沙阿塔赫玛斯普一世麾下任職，最初其擔任亚兹德、阿巴爾古和比亞巴納克（Biabanak）的維齊爾七年，此後他被任命為伊斯法罕的維齊爾，並於1576年在當地去世。季亞斯的兄長穆罕默德·塔希爾·瓦斯利（Mohammad-Taher Wasli）是一位博學之士，他以瓦斯利為筆名創作詩歌。

## 移居印度
季亞斯的父親死後，整個家族陷入了困境之中，因聽聞阿克巴皇帝的宮廷是當時蓬勃發展的貿易、工業和文化的中心，為了改善全家的命運，季亞斯決定選擇移居印度，在漫漫旅途中，這家人不幸遭遇強盜的襲擊，被搶走他們僅有的一點財物。
由於一家人只剩下兩頭騾子，季亞斯和他懷孕的妻子艾詩瑪特·貝居姆，以及他們的三個孩子（穆罕默德·謝里夫、阿塞夫汗與女兒瑪妮亞·貝居姆）不得不被迫輪流騎在騾子背上，艱苦地走完剩下的路程，當全家抵達坎大哈時，艾詩瑪特·貝居姆誕下他們的次女，此時季亞斯一家的狀況既窘迫又窮困，夫妻倆擔心他們沒有能力照顧這名甫出生的嬰兒。幸運的是，這家人被貴族出身的商人馬利克·馬蘇德（Malik Masud）率領的商隊收留，馬利克·馬蘇德後來還幫助季亞斯找到了一份替阿克巴效力的工作，季亞斯相信這個剛出生的孩子預示著家族命運將時來運轉，因此給她取名為茉荷茹妮莎，意思是「女人中的太陽」。
季亞斯並非他家族裡第一個移居印度的成員，其表弟阿塞夫汗·賈法爾·貝格（Asaf Khan Jafar Beg）和艾詩瑪特·貝居姆的叔叔米爾扎·季亞斯丁·阿里·阿塞夫汗（Mirza Ghiyasuddin Ali Asaf Khan）都曾於阿克巴朝中擔任省級官員。

## 效忠蒙兀兒帝國

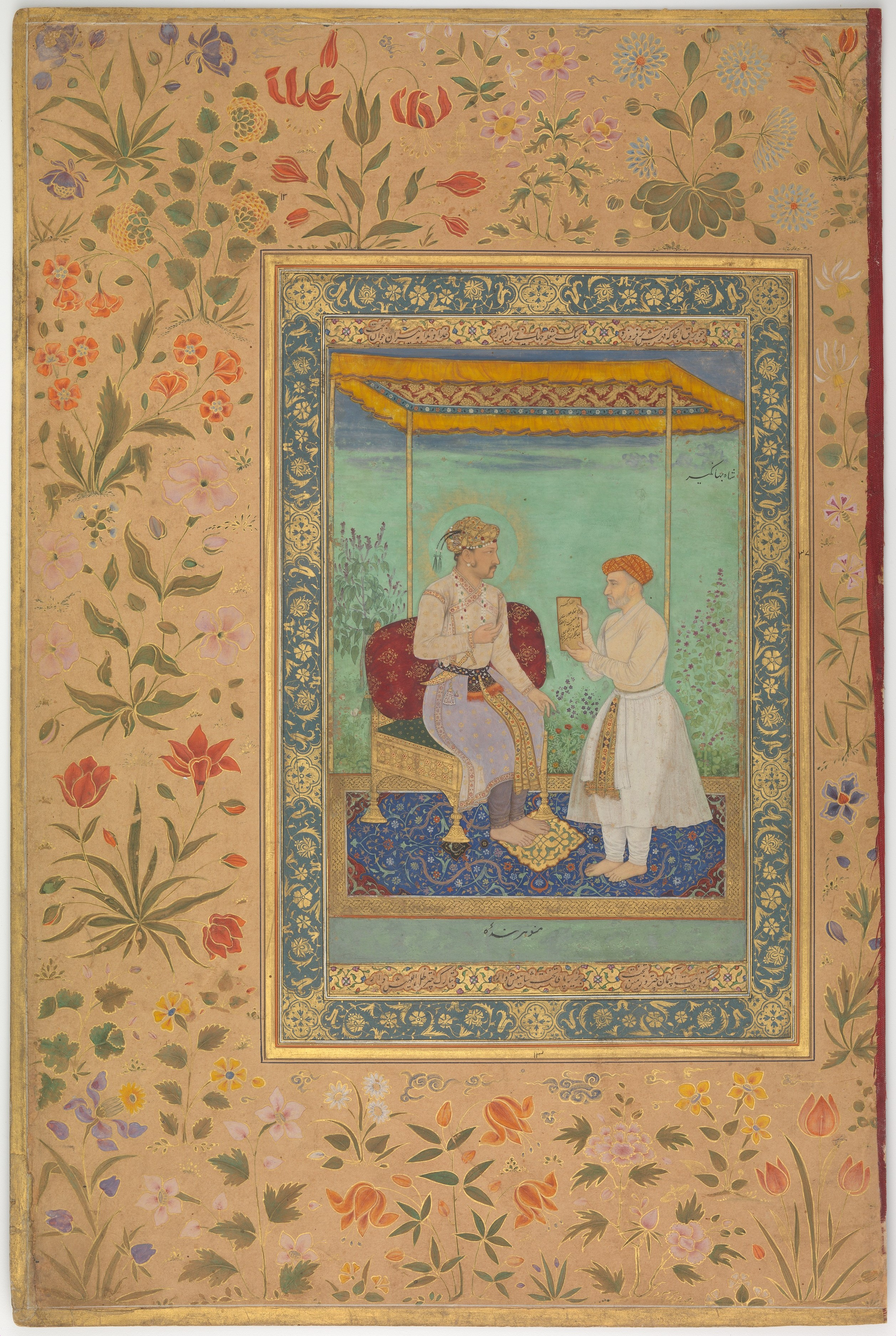
賈漢吉爾和季亞斯（右）

季亞斯後來被任命為喀布尔行省的財務主管，得益於他精明的商業頭腦，季亞斯很快便擠身高級行政官員的行列，因其出色的工作表現，皇帝贾汉吉尔決定授予他「國之棟樑」（Itimad-ud-Daula）的稱號，伴隨地位的不斷晉升，使季亞斯有能力讓女兒茉荷茹妮莎（未來的努尔·贾汉）接受最好的教育，在父親的悉心栽培下，茉荷茹妮莎不僅能嫻熟地使用阿拉伯语和波斯语，還精通艺术、文學、音乐和舞蹈。
季亞斯的女兒茉荷茹妮莎後於1611年嫁給了阿克巴的兒子賈漢吉爾，季亞斯的兒子阿塞夫汗則擔任賈漢吉爾麾下的將軍，在賈漢吉爾之子沙賈汗繼位後，阿塞夫汗成為了與沙賈汗關係最密切朝臣之一，登上相當於帝國宰相的大維齊爾之位。
除此之外，季亞斯還是皇帝沙賈汗之妻慕塔芝·瑪哈的祖父，慕塔芝·瑪哈為阿塞夫汗的女兒，婚後替沙賈汗誕下四個兒子，其中包括未來成為第六任蒙兀兒皇帝奥朗则布，在慕塔芝·瑪哈於1631年因難產離世後，沙賈汗悲痛不已，決定斥巨資修建泰姬陵來悼念自己的亡妻。

## 死亡與安葬

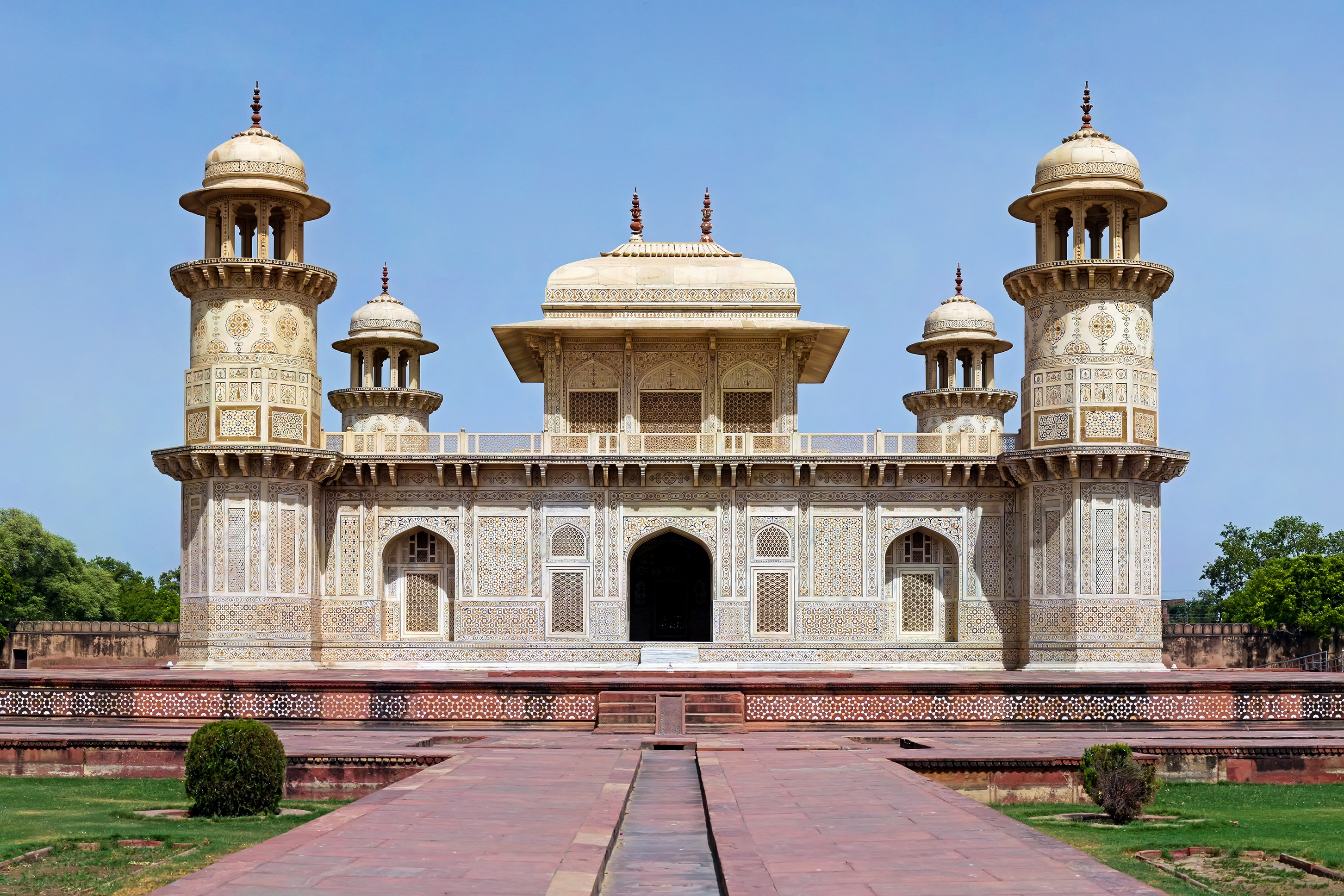
季亞斯位於阿格拉的陵墓

1622年，當季亞斯隨同蒙兀兒帝國軍隊前往克什米尔的夏宮時，他在冈格拉附近因病去世，其遺體被運回首都阿格拉，埋葬於亞穆納河的左岸，這座名為國之棟樑陵的陵墓至今仍矗立在當地。